# كريستيان بياجبارا
كريستيان بياجبارا (بالإنجليزية: Christian Pyagbara) لاعب كرة قدم نيجيري في مركز الهجوم ، لعب سابقاً لنادي ضمك ونادي الشرق السعودي.

## وصلات خارجية
- كريستيان بياجبارا على موقع قاعدة بيانات كرة القدم.إي يو (الإنجليزية)
- كريستيان بياجبارا على موقع ناشيونال فوتبول تيمز (الإنجليزية)
- كريستيان بياجبارا على موقع Soccerbase.com (لاعب) (الإنجليزية)
- كريستيان بياجبارا على موقع Soccerway.com (الإنجليزية)
- كريستيان بياجبارا على موقع عالم كرة القدم.نت (الإنجليزية)